# Synnema
Hygrophila là chi thực vật có hoa trong họ Acanthaceae.

## Hình ảnh

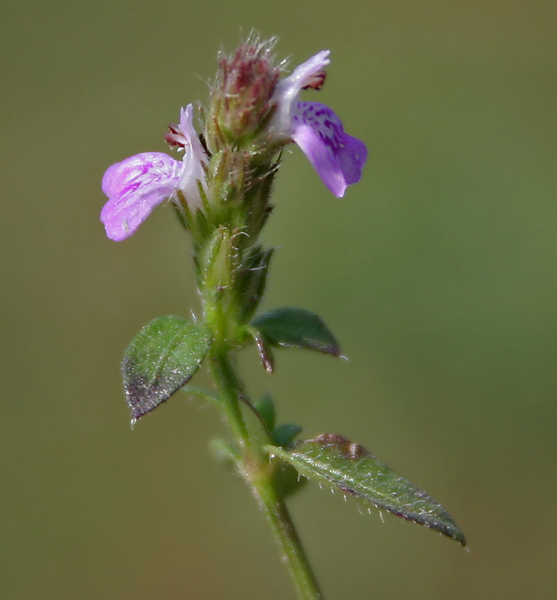
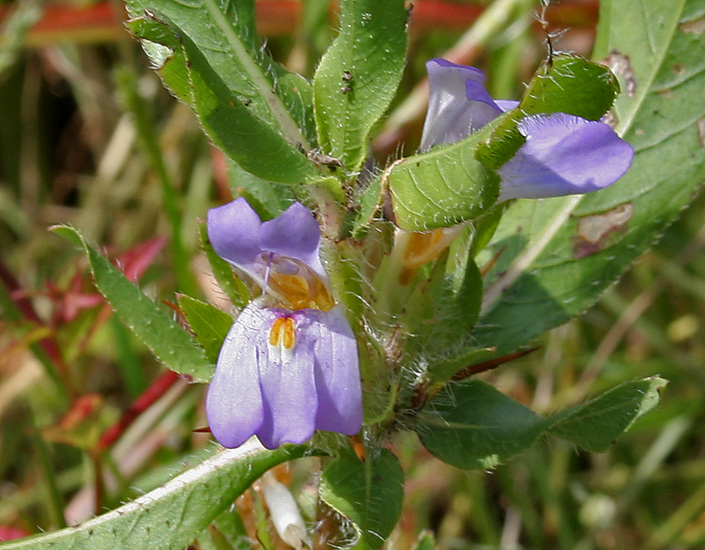
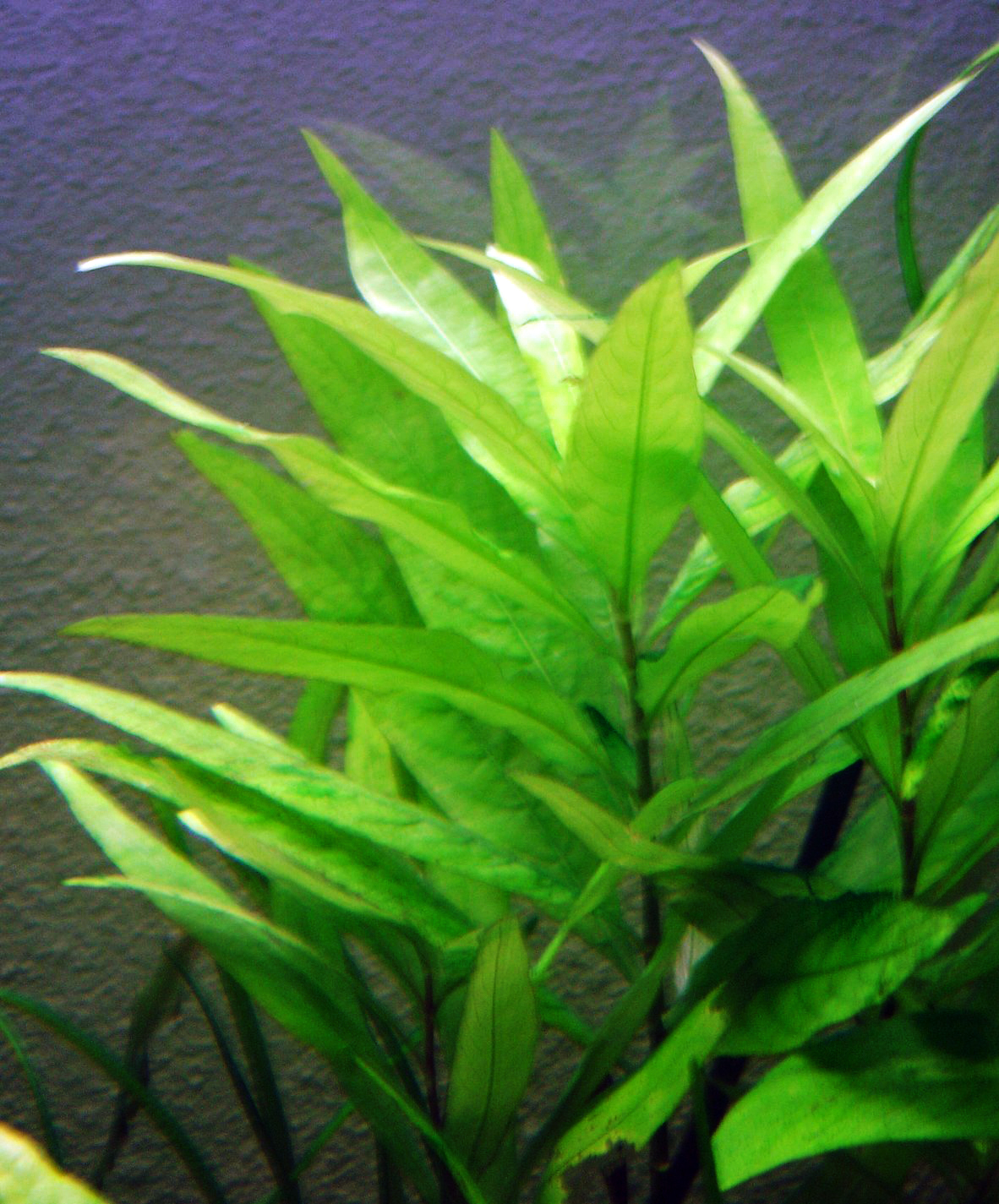